# 倫森冰川
72°18′S 166°48′E / 72.300°S 166.800°E
倫森冰川（英語：Lensen Glacier），是南極洲的冰川，位於維多利亞地的博克格雷溫克海岸，最終在皮爾遜山以東注入珍珠港冰川，由新西蘭探險隊命名，現時由南極條約體系管理。